# Odell Castle
Odell Castle är ett slott i Storbritannien.   Det ligger i kommunen Borough of Bedford i  riksdelen England, i den södra delen av landet, 80 km norr om huvudstaden London. Odell Castle ligger 61 meter över havet.
Terrängen runt Odell Castle är platt.Runt Odell Castle är det tätbefolkat, med 319 invånare per kvadratkilometer. Närmaste större samhälle är Bedford, 11,8 km sydost om Odell Castle. Trakten runt Odell Castle består till största delen av jordbruksmark.